# مدارس المسجد الأقصى
يضم المسجد الأقصى المبارك نحو 15 مدرسة في جنباته. بُني أغلبها في العهدين الأيوبي والمملوكي وأنشئ بعضها حديثا، وإن كان معظمها قد تحول سكنا لعائلات مقدسية في الوقت الحالي.

## ثانوية الأقصى الشرعية[2]

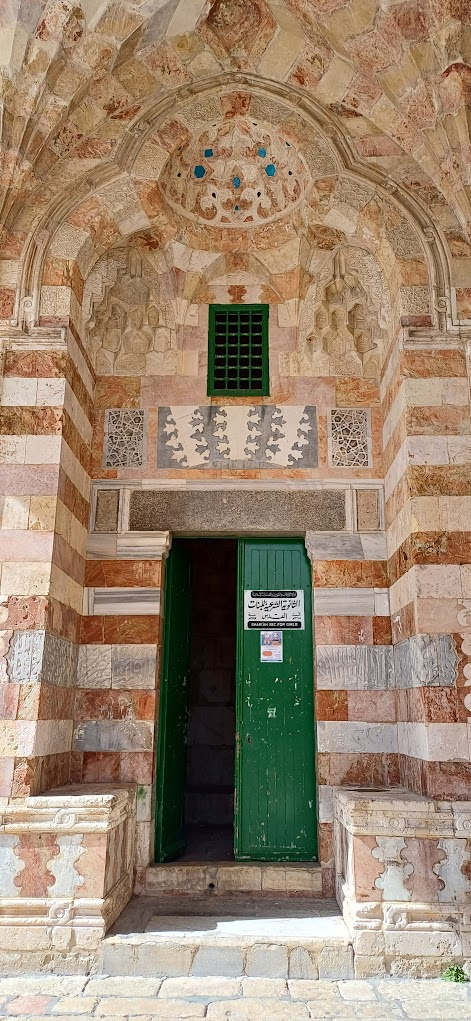

تقع داخل الرواق الشمالي للمسجد الأقصى المبارك بين باب الأسباط ومئذنة الأسباط. غلب عليها هذا الاسم لأنها كانت عند إنشائها في مطلع ثمانينيات القرن العشرين ثانوية محضة، واليوم هي مدرسة إعدادية وثانوية لطلبة الفرع الشرعي من الذكور.

## مدارس رياض الأقصى الإسلامية[3]
تقع هذه المدارس في الرواق الشمالي للمسجد الأقصى بين بابيْ حطة والعتم. وكان جزءا كبيرا منها يقع ضمن المدرسة الدوادارية (نسبة لبانيها وموقفها الأمير علم الدين سنجر الدوادار) عام 695هـ/1295م، ثم حولت إلى مدارس رياض الأقصى الإسلامية في مطلع ثمانينيات القرن العشرين.

## المدرسة الباسطية
توجد هذه المدرسة فوق مدارس ورياض الأقصى الإسلامية. وأول من اختط أساسها شيخ الإسلام شمس الدين محمد الهروي شيخ الصلاحية وناظر الحرمين في العهد المملوكي، ولكن أدركته المنية قبل عمارتها، فعمرها القاضي زين الدين عبد الباسط بن خليل الدمشقي عام 835هـ/1431م، وأوقف عليها أوقافا كريمة اختص قرية صور باهر المقدسية بها، وحملت المدرسة اسمه.
كانت المدرسة الباسطية مدرسة عظيمة اشتهرت في أرجاء العالم الإسلامي، حيث خرجت العديد من العلماء ودرس فيها العديد من الحفاظ ورواة الحديث والأطباء وعلماء الفلك والرياضيات.
وهي اليوم عبارة عن قسمين: واحد مأهول بجماعة من آل جار الله، والآخر يستعمل مقرا للمدرسة البكرية الواقعة خارج المسجد الأقصى والتي هي اليوم مدرسة لتعليم المعاقين.

## المدرسة الغادرية[4]
تقع بين باب الأسباط وباب حطة، بنتها مصر خاتون زوجة الأمير ناصر الدين محمد بن دلغادر وهو الذي أوقفها فسميت باسمه عام 836هـ/1432م، وذلك في زمن الملك الأشرف برسباي في العهد المملوكي.
تتميز بواجهتها الواقعة داخل المسجد الأقصى وتزين مدخلها حجارة بيض وحمر. وكانت دائرة الأوقاف الإسلامية قد حاولت ترميمها، لكن سلطات الاحتلال الإسرائيلي منعت استكمال هذا الترميم، ولا تزال المدرسة دون سقف حتى الآن.

## المدرسة الأمينية
تقع هذه المدرسة بباب العتم في الرواق الشمالي للمسجد الأقصى، أوقفها أمين الدين عبد الله وهو منشئها عام 730هـ/1329م فدعيت به، إلا أنها مرت بمرحلة تعمير في العهد العثماني، ولها باب وغرف فوق رواق المسجد الأقصى الشمالي.
وهي عبارة عن بناء ذي أربعة طوابق وتقع شرقي المدرسة الفارسية، وكانت تدعى "دار الإمام" لسكنى الشيخ الإمام فيها.

## المدرسة الملكية
تقع هذه المدرسة بين المدرستين الفارسية والإسعردية ومدخلها مشترك مع الإسعردية، وهي عبارة عن طابقين أضافت لهما عائلة آل الخطيب غرفا صغيرة في العلوي لتناسبها في السكن.
وتشتمل هذه المدرسة على معظم العناصر المعمارية في العهد المملوكي، وخاصة تبادل ألوان الحجارة التي بنيت بها (الأحمر والأبيض). أقيمت عام 741هـ/1340م في عهد الملك الناصر محمد قلاوون، وهي مأهولة حالياً على سبيل السكنى.

## المدرسة الفارسية
دعيت بهذا الاسم نسبة إلى واقفها الأمير فارسي البكي بن أمير قطلو ملك ابن عبد الله، والذي وقفها عام 755هـ/1354م. والمدرستان الأمينية والفارسية متداخلتا الغرف في الطابق العلوي.

## المدرسة الإسعردية
هي الأخيرة بين المدارس الواقعة داخل الرواق الشمالي للمسجد الأقصى على يمين السائر من جهة الشرق بعد المدرسة الملكية، فهي أقرب إلى جهة الغرب، أوقفها التاجر مجد الدين الإسعردي (نسبة إلى إسعرد من ديار بكر) عام 770هـ/ 1368م فعُرفت باسمه.
وهي واسعة تتكون من طابقين يتوسطهما صحن مكشوف مربع الشكل، ويحيط بالصحن عدد من الخلاوي الصغيرة ذات المداخل المعقودة. تتميز بوجود ثلاث قباب فوقها من جهاتها الشرقية والوسطى والغربية، ولها مسجد واسع يطل نتوء محرابه الجميل على ساحات المسجد الأقصى.
قام المجلس الإسلامي الأعلى -في عهد الاحتلال البريطاني- بترميمها، ونقل إليها دار كتب المسجد الأقصى قبل أن تتحول إلى دار لسكنى آل البيطار حالياً.

## المدرسة المنجكية
تقع هذه المدرسة فوق باب الناظر في الرواق الغربي للمسجد الأقصى، وفوقها قبة أنشأها الأمير سيف الدين منجك الناصري عام 763هـ/1361م، وهى عبارة عن طابقين.
استخدمت مقرا للمجلس الإسلامي الأعلى في عهد الاحتلال البريطاني، وهي اليوم مقر دائرة الأوقاف الإسلامية بالقدس.

## المدرسة العثمانية
تقع على السور الغربي للمسجد الأقصى جنوبي باب المطهرة، ويرتفع البناء في طوابقه العليا إلى ما فوق باب المطهرة، ويمتد جنوبا حتى يتصل بمبنى المدرسة الأشرفية.
أوقفتها أصفهان شاه خاتون بنت محمود العثمانية عام 840هـ/1436م في عهد السلطان الأشرف برسباي.
والمدرسة العثمانية عبارة عن طابقين جلهما خارج المسجد الأقصى، ومسجد المدرسة بمستوى ساحات المسجد الأقصى ويطل عليها، وقد استولى عليه اليهود وأغلقوا شباكه بالحجارة. أما المدرسة فتستخدم حاليا لسكنى العائلات المسلمة.

## المدرسة الأشرفية
تقع في الجهة الغربية من المسجد الأقصى بين المدرسة العثمانية شمالا ومئذنة باب السلسلة جنوبا.
وتسمى أيضا السلطانية، بناها الأمير حسن الظاهري عام 875هـ/1470م، لكن البناء لم يعجب السلطان الأشرف قايتباي عندما رآه أثناء زيارته للقدس فهدمه وأعاد بناءه عام 885هـ/1480م.
والمدرسة قسمان: قسم داخل المسجد الأقصى والآخر خارجه، والذي داخله طابقان: الأول كان أصله مصلى الحنابلة بالمسجد الأقصى، ويستخدم جزء منه الآن مقرا لقسم المخطوطات التابع لمكتبة المسجد الأقصى، والجزء الأكبر منه هو مقر ثانوية الأقصى الشرعية للبنات وفيه أيضا قبر الشيخ الخليلي، وبعض الأجزاء الصغيرة التي تستخدم دوراً للسكن.
أما الطابق الثاني فمتهدم السقف وهو مسجد المدرسة. ويرجع انهدام هذا الجزء إلى زلزال عام 1346هـ/1927م.
ومبنى المدرسة جميل البناء، حيث اشتملت عناصره على صفوف الحجارة المشهرة (الملونة باللونين الأحمر والأبيض)، وامتازت بغناها بالعناصر المعمارية والزخرفية. وصفها مجير الدين الحنبلي بأنها "الجوهرة الثالثة في المسجد الأقصى" أي بعد قبة الصخرة والجامع القِبْلي.

## المدرسة التنكزية
إحدى أجمل مدارس المسجد الأقصى، تقع بين باب السلسلة شمالا وحائط البراق المحتل جنوبا، جزء منها داخل الرواق الغربي للمسجد الأقصى وجزء خارجه.
أنشأها وأوقفها نائب الشام الأمير سيف الدين تنكز الناصري (في العهد المملوكي) عام 729هـ/1328م، ونسبت إليه. كانت مدرسة عظيمة ودارا للحديث، وفي عهد السلطان المملوكي قايتباي اتخذت مقرا للقضاء والحكم.
وفي العهد العثماني تحولت المدرسة إلى محكمة شرعية ومن هنا صارت تعرف باسم المحكمة، وبقيت كذلك حتى أوائل عهد الانتداب البريطاني فاتخذها المجلس الإسلامي الأعلى دارا للسكنى، ثم عادت بعد ذلك مدرسة لتعليم الفقه الإسلامي.
وفي عام 1389هـ/1969م، صادرتها سلطات الاحتلال الصهيوني، ثم حولتها إلى موقع عسكري لما يعرف بـ"حرس الحدود" الذين يشرفون منها على المسجد الأقصى، ويتدخلون لملاحقة المصلين عند اندلاع المظاهرات المنددة بالاحتلال.
وبحكم موقع المدرسة التنكزية الملاصق لحائط البراق السليب، جرت تحتها حفريات صهيونية عديدة تحولت إلى أنفاق يعتقد أنها تنفذ إلى داخل الأقصى.
وتتصل هذه الحفريات معا فيما أسماه اليهود نفق "الحشمونائيم" الذي افتتح عام 1996، ويمتد بداية من ساحة البراق المحتل جنوبا بطول الحائط الغربي للمسجد الأقصى، حتى يصل إلى المدرسة العمرية شمالا، وتتفرع منه أنفاق أخرى على جانبيه.
وفي مارس/آذار 2006، افتتح الرئيس الإسرائيلي آنذاك موشيه كتساف كنيسا يهوديا في أحد هذه الأنفاق يقع أسفل المدرسة التنكزية مباشرة، ملاصقا تماما للجدار الغربي للأقصى، حيث يدلف إليه اليهود من ساحة حائط البراق المحتل.

## المدرسة العمرية
وهي مجمع لثلاث مدارس إسلامية: المدرسة المحدثية، والمدرسة الجاولية، والمدرسة الصبيبية.
وتقع المدرسة العمرية في الرواق الشمالي للمسجد الأقصى على مقربة من باب الغوانمة وتمتد إلى المدرسة الإسعردية شرقاً. يحدها من الجنوب المسجد الأقصى، ومن الشمال الطريق العام المسمى بطريق المجاهدين (أو السرايا قديما و"طريق الآلام" حالياً)، ويحدها من الغرب الطريق المؤدي إلى المسجد الأقصى والمعروف بطريق بوابة الغوانمة، ومن الشرق "حاكورة" (أرض وقفية للزراعة قرب الدُّور) تابعة للمدرسة الملكية.
سميت بالعمرية تيمناً بالفتح العمري للخليفة الثاني عمر بن الخطاب، حيث جاء في بعض الروايات أنه دخل إلى الأقصى من الجهة الشمالية بعدما عسكر الصحابة في سهل الساهرة.
وهي عبارة عن بناء مستطيل من الشرق إلى الغرب، يبلغ طولها 95م وعرضها 55م، وهذا المستطيل يتألف من عدة أبنية ومن فترات تاريخية مختلفة. وهي مكونة من التالي:
أ- الطابق الأرضي: وهو أبنية وقنوات مائية مرتفعة قديمة ملاصقة للصخر الذي أقيمت عليه هذه الأبنية.
ب- الطابق الأول: وهو أروقة و32 غرفة وساحتان.
ج- الطابق الثاني: فيه 25 غرفة وساحتان.
د- الطابق الثالث: فيه 8 غرف وسطوح المدرسة.
وتقدر مساحة المدرسة بحوالي 8 دونمات، وتضم المدارس الثلاثة التالية:

### أولا: المدرسة المحدثية
تبدأ من الزاوية الغربية بجانب المئذنة (باب الغوانمة)، وهي مكونة من طابقين كل طابق فيه خمس غرف، وفي الطابق السفلي منها مسجد.
أنشأ المدرسة المحدثية عز الدين أبو محمد عبد العزيز العجمي الأردبيلي عام 762هـ/1360م، وهي تشرف على المسجد الأقصى ولها درج يؤدي إليه، لكنه أغلق مؤخراً حيث حولت هذه المدرسة في فترة من الفترات إلى ثكنة عسكرية.

### ثانيا: المدرسة الجاولية
منشئ المدرسة ومؤسسها هو الأمير علم الدين سنجر الجاولي وأصله من آمد من ديار بكر، وكان عالماً تقياً متخصصاً في الفقه الشافعي.
أسست المدرسة في عام 685هـ/1286م في الفترة المملوكية وهي الفترة التي كان بها سنجر حاكماً لمنطقة فلسطين وغزة، ولا توجد على المبنى نقوش ويبدو أنها قد أزيلت، ففي بداية القرن الخامس عشر أعيد ترميم الجاولية لاستعمالها كحاكمية للقدس، واستخدمت في الفترة العثمانية مقرا للحكم العثماني حتى عام 1870م عندما انتقل الباشا الجديد إلى السرايا فبقيت فارغة.
وفي زمن حكومة الانتداب البريطاني اتخذت مقراً للشرطة، وفي عام 1938م اتخذها المجاهدون مقراً للجهاد المقدس، وفي الأربعينات ومع بداية الحكم الأردني أصبحت جزءاً من المدرسة العمرية، ولا تزال كذلك ولكنها مهجورة.
وتتكون الجاولية من إيوان كبير على جهة القبلة وعلى جانبيه غرفتان على الناحيتين، وتطل على المسجد عبر خمس نوافذ، ولها واجهات من الحجر الأبلق.
وأقيمت شرقي هذه الغرف الثلاث مبانٍ جديدة تخص المدرسة العمرية وهي مدرسة ابتدائية افتتحت عام 1923، وهناك ساحة مستطيلة شمال الغرف الثلاث المدخل إليها من الشمال عبر "طريق الآلام".
وهناك غرف من النواحي الشرقية والشمالية والغربية للساحة، وفي زمن الاحتلال الصليبي أضيفت غرفة استعملت ككنيسة لفرسان المعبد. وعندما حررت القدس أعادها الأيوبيون مدرسة واتخذوها مقراً للقيادة الأيوبية، وقد دفن بها أحد الصلحاء يسمى الشيخ درباس.

### ثالثا: المدرسة الصبيبية
أنشأ هذه المدرسة ابن نائب القلعة الصبيبية (بانياس/سوريا) الأمير علاء الدين بن علي بن محمد وذلك عام 800هـ/1397م.
وتحتل الجزء الشرقي من المدرسة العمرية اليوم وتشمل القاعة والأبنية أسفلها، وتمتد باتجاه المسجد الأقصى فيما يسمى اليوم بالجناح الملكي (الطابق العلوي) الذي جدد في العهد البريطاني على يد المجلس الإسلامي الأعلى، بينما بقيت القاعة والأبنية الموجودة أسفلها على حالها منذ العهد المملوكي.
وقد كان لها دور كبير في المجال الفكري والثقافي وأوقفت عليها وقفيات عديدة، وفي أواخر العصر المملوكي استعملت داراً للنيابة، وفي أوائل العهد التركي استخدمت داراً للحاكم باسم السرايا ثم أصبحت "قشلاقاً" (ثكنة أو سكن عسكري) للجيش العثماني.
وفي زمن الانتداب البريطاني استأجرها الشيخ محمد الصالح من الأوقاف واستعملها مدرسة لتعليم الأولاد باسم روضة المعارف وبقيت كذلك حتى عام 1938م، ثم استولى عليها البريطانيون وحولوها مركزاً للشرطة حتى عام 1948م.
بعد ذلك أصبحت مقرا لجيش الإنقاذ العربي، ثم مقرا لقائد القدس الأردني، فمرفقاً لعدة دوائر إدارية في بداية العهد الأردني، وفي عام 1952 عادت مدرسة من جديد.

## المدرسة الختنية
تقع خارج المسجد الأقصى من الجهة الجنوبية وبالتحديد خارج الباب المزدوج، ودعيت باسم "المدرسة الختنية" أو "الزاوية الختنية" على اسم شيخها الختني، وكان أول شيخ لهذه المدرسة.
وقد بنيت في عهد السلطان الناصر صلاح الدين الأيوبي بعد إغلاق الباب المزدوج. وذكرت مصادر أنها أوقفت أولاً على الشيخ جلال الدين الشاشي.
وقد أهملت وأغلقت فترة طويلة حتى تم ترميمها وإصلاحها عام 1998، وتستعمل اليوم مكتبة ومدرسة لتحفيظ القرآن الكريم.

## المدرسة الخاتونية
تقع في الرواق الغربي للمسجد الأقصى بين باب الحديد وباب القطانين، وسميت بذلك نسبة لواقفتها أغل خاتون بنت شمس الدين القازانية، وكان إنشاؤها عام 755هـ/1354م.
ومعظم مبنى هذه المدرسة يقع خارج المسجد الأقصى وأهم غرفها غرفة تطل عليه، وفيها خمسة قبور: قبر المجاهد مولانا محمد علي الهندي، وقبر أحمد حلمي عبد الباقي، وقبر موسى كاظم باشا الحسيني، وقبر عبد الحميد شومان، وقبر الشهيد القائد عبد القادر الحسيني، وفي نفس هذا القبر دفن أيضاً ابنه فيصل الحسيني.